# Loterie des tickets de caisse
La loterie des tickets de caisse (chinois simplifié : 统一发票 ; chinois traditionnel : 統一發票 ; pinyin : Tǒngyī fāpiào) est un système de loterie mis en place à Taïwan, en 1951, pour encourager les gens à demander les tickets correspondant à leurs achats (et ainsi augmenter les rentrées de taxes).

## Description
Le système est géré par le Ministère des finances. Un tirage au sort retransmis à la télévision a lieu tous les deux mois (le 25 de chaque mois impair). Des prix sont accordés aux personnes dont les tickets portent tout ou partie des numéros gagnants.